# Законодателство
Законодателството е сбор от действащите нормативни актове на територията на даден субект на международното публично право. В рамките на дадена държава има също и местно законодателство, с ограничен териториален обхват, примерно на федерална единица или община – муниципално право.
Различават се от основния законодателен корпус източници на правото (Конституция, наднационално право, кодекси и закони), т.нар. допълващи подзаконови нормативни актове по приложението на законите – постановления, правилници, наредби, инструкции и др.
Законодателството според теорията на правото е израз на опосредствената от законодателния орган воля на суверена. Законодателството, и по-точно актовете от неговия основен корпус, могат да бъдат одобрявани и чрез пряк народен вот – референдум.
Законодателството в страните, възприели т.нар. континентална правна система на позитивното право, е организирано в система от нормативни актове с различна сила, действие и степен.